# Giuseppe Saretta
Giuseppe Saretta (Mussolente, 16 ottobre 1946) è un politico italiano, deputato alla Camera.
È stato deputato nella IX legislatura per Democrazia Cristiana, nella X e nell'XI per Democratico Cristiano.